# Gadji Celi
Gadji Celi (Abiyán, Costa de Marfil, 1 de mayo de 1961) es un exfutbolista y músico de Costa de Marfil que jugaba en la posición de centrocampista. Es tío del futbolista Junior Tallo.

## Carrera

### Club
| Periodo   | Club                 |
| --------- | -------------------- |
| 1980-1982 | Stella Club d'Adjamé |
| 1983–1986 | ASEC Mimosas         |
| 1986–1989 | FC Sète 34           |
| 1989–1992 | ASEC Mimosas         |

### Selección nacional
Jugó para Costa de Marfil en 37 ocasiones de 1984 a 1992, participó en la Copa Rey Fahd 1992 y en cinco ediciones de la Copa Africana de Naciones, donde fue campeón en la edición de 1992.

## Logros

### Club
- Primera División de Costa de Marfil (4): 1981, 1990, 1991, 1992
- Copa de Costa de Marfil (1): 1990
- Campeonato de Clubes de la WAFU (1): 1990

### Selección nacional
- Copa Africana de Naciones (1): 1992

## Música
Inició su carrera en la música durante su periodo en Francia en 1986, y es presidente de la Unión Nacional de Artistas de Costa de Marfil.

### Discografía
- 1986: Allez les éléphants
- 1988: Allez les éléphants 2
- 1990: La paix
- 1993: Eléphants story
- 1994: Espoir
- 1996: Affaires de femmes
- 2000: Femme de feu
- 2003: C'est ce qui est ça
- 2008: Accra 2008